# Сенкевич, Ян Янович
Ян Янович Сенкевич (бел. Ян Янавіч Сянкевіч; род. 18 февраля 1995, Гродно) — белорусский футболист, полузащитник польского клуба «Олимпия».

## Клубная карьера
Воспитанник ДЮСШ «Белкард», с 2013 года стал выступать за дубль гродненского «Немана». В сезоне 2014 закрепился в резервной команде гродненцев.
Перед сезоном 2015 значительное количество молодых игроков, в том числе и Сенкевич, было переведено в основной состав. 21 марта 2015 года дебютировал в основной команде «Немана» в первом матче четвертьфинала Кубка Белоруссии против БАТЭ (0:1), когда вышел в стартовом составе на позиции левого полузащитника. 23 мая 2015 года дебютировал в Высшей лиге, выйдя на замену на 75-й минуте матча с «Минском» (0:2). В 2015—2016 годах выступал за дублирующую команду, редко попадая в основной состав городненской команды.
В сезоне 2017 года выступал за микашевичский «Гранит», где был одним из лучших бомбардиров команды. В марте 2018 года подписал контракт с могилёвским «Днепром». В составе могилевчан неоднократно появлялся на поле, зачастую выходив на замену по ходу матча.
В марте 2019 года перешёл в «Смолевичи». В составе смолевичской команды зачастую выходил на замену. В июле был отдан в аренду в речицкий «Спутник»., где чередовал выходы с стартовом составе и на замену.
В феврале 2020 года подписал контракт с «Гранит», однако позже покинул клуб. В заявке на сезон числился в составе «Лиды». Стал одним из ключевых игроков команды, с 10 голами возглавлял список бомбардиров Первой лиги.
В июле 2020 года перешёл в «Городею». Сначала был игроком основного состава, с октября стал чаще оставаться на скамейке запасных. В начале 2021 года тренировался с «Ислочью» и мозырской «Славией», но в феврале перешёл в «Сморгонь» и вскоре подписал с ней контракт.  Играл в стартовом составе команды.
В июле 2021 года перешёл в польский клуб «Олимпия» из Эльблонга.

## Статистика
| Сезон     | Дивизион | Клуб           | Страна        | Матчи | Голы |
| --------- | -------- | -------------- | ------------- | ----- | ---- |
| 2012      | Д3       | Белкард        | Флаг Беларуси | 1     | 0    |
| 2013      | дубль    | Неман (Гродно) | Флаг Беларуси | 15    | 2    |
| 2014      | дубль    | Неман (Гродно) | Флаг Беларуси | 24    | 5    |
| 2015      | Д1       | Неман (Гродно) | Флаг Беларуси | 4     | 0    |
| 2016      | Д1       | Неман (Гродно) | Флаг Беларуси | 4     | 0    |
| 2017      | Д2       | Гранит         | Флаг Беларуси | 29    | 11   |
| 2018      | Д1       | Днепр          | Флаг Беларуси | 23    | 0    |
| 2019 (1)  | Д2       | Смолевичи      | Флаг Беларуси | 8     | 2    |
| 2019 (2)  | Д2       | Спутник        | Флаг Беларуси | 15    | 4    |
| 2020 (1)  | Д2       | Лида           | Флаг Беларуси | 12    | 10   |
| 2020 (2)  | Д1       | Городея        | Флаг Беларуси | 7     | 2    |
| 2021      | Д1       | Сморгонь       | Флаг Беларуси | 10    | 0    |
| 2021/2022 | Д3       | Олимпия        | Флаг Польши   | 32    | 8    |
| 2022/2023 | Д3       | Олимпия        | Флаг Польши   | 32    | 7    |